# Quack (quadrinhos)
Quack é uma série brasileira de quadrinhos em estilo mangá escrita e desenhada por Kaji Pato. A história conta as aventuras de Baltazar Drumont, um aviador que tem um pato falante de estimação. A primeira história da série foi publicada em 2014 na revista Henshin! Mangá, uma antologia com cinco HQs composta pelos vencedores do 1º Brazil Mangá Awards, concurso de mangás brasileiros realizado pela editora JBC. No ano seguinte, teve uma webcomic publicada no site Dracomics da  editora Draco, onde também ganharia um título próprio chamado Quack – Patadas Voadoras, que teve um segundo, e terceiro volume em 2016. A HQ ganhou duas vezes o Troféu HQ Mix, em 2016, na categoria "Especial Mangá" e 2017 na categoria "Publicação em minissérie".
Em novembro de 2019, Kaji Pato, Max Andrade e Jun Sugiyama lançam o portal Noise Manga, com seus títulos: Quack (Kaji Pato), Tools Challenge (Max Andrade) e Japow! (Jun Sugiyama e Eduardo Capelo), disponibilizados no formato de webcomics.

## Volumes
O one-shot Quack - Patadas Voadoras funciona, cronologicamente, como um capítulo 0, mas não foi compilado em nenhum dos volumes até o momento. Em entrevista ao canal do YouTube Econtro ILUSTRA, Kaji Pato afirmou que planeja cerca de 15 volumes para finalizar a série. 